# John H. Clifford
Pour les articles homonymes, voir John Clifford et Clifford.
John Henry Clifford (1809 - 1876) est un homme politique américain. Il est gouverneur du Massachusetts sous l'étiquette whig de 1853 à 1854.